# Gorgonidium vermicidum
Gorgonidium vermicidum là một loài thực vật có hoa trong họ Ráy (Araceae). Loài này được (Speg.) Bogner & Nicolson mô tả khoa học đầu tiên năm 1988.